# 와타나베 준이치 (축구 선수)
와타나베 준이치(일본어: 渡辺 淳一, 1973년 5월 20일 ~ )는 일본의 전 축구 선수이다.

## 구단 경력
1992년 J1리그의 베르디 가와사키에 입단했다. 1998년까지 36경기에 출전하여, 1득점을 넣었다. 1999년 XV 노벰브루 자우로 이적했다. 2000년 J2리그의 쇼난 벨마레로 이적했다. 2002년후 현역 은퇴.